# Episodi di The United States Steel Hour (quarta stagione)
La quarta stagione della serie televisiva L'ora dell'acciaio degli Stati Uniti (The United States Steel Hour) è andata in onda negli Stati Uniti dal 12 settembre 1956 al 28 agosto 1957 sulla CBS.
In Italia questa stagione è stata trasmessa dal 15 aprile al 28 novembre 2015 su Telecapri News. Il 2 maggio 2015 la serie si interrompe al tredicesimo episodio e poi sospeso per lasciare spazio agli rapporti realizzati da Telecapri News.
Il 19 luglio 2015 la serie torna ad essere trasmessa sempre su Telecapri News saltando gli episodi 16, 18 e 22 che successivamente furono recuperati sempre sulla stessa rete tra il 23, 24 e 26 ottobre dello stesso anno.
L'episodio 26 fu erroneamente trasmesso alle 15:40 su Telecapri News il 28 novembre 2015, ma successivamente recuperato ore dopo, alle 20:40 sempre sulla stessa rete.
| nº | Titolo originale              | Prima TV USA      |
| -- | ----------------------------- | ----------------- |
| 1  | We Must Kill Toni             | 12 settembre 1956 |
| 2  | Bang the Drum Slowly          | 26 settembre 1956 |
| 3  | Sauce for the Goose           | 10 ottobre 1956   |
| 4  | Wetback Run                   | 24 ottobre 1956   |
| 5  | Survival                      | 7 novembre 1956   |
| 6  | Tom Sawyer                    | 21 novembre 1956  |
| 7  | Hunted                        | 5 dicembre 1956   |
| 8  | The Old Lady Shows Her Medals | 19 dicembre 1956  |
| 9  | The Human Pattern             | 2 gennaio 1957    |
| 10 | To Die Alone                  | 16 gennaio 1957   |
| 11 | They Never Forget             | 30 gennaio 1957   |
| 12 | Inspired Alibi                | 13 febbraio 1957  |
| 13 | Shadow of Evil                | 27 febbraio 1957  |
| 14 | The Bottle Imp                | 13 marzo 1957     |
| 15 | Hidden Fury                   | 27 marzo 1957     |
| 16 | The Hill Wife                 | 10 aprile 1957    |
| 17 | A Matter of Pride             | 24 aprile 1957    |
| 18 | A Drum Is a Woman             | 8 maggio 1957     |
| 19 | Shadow in the Sky             | 22 maggio 1957    |
| 20 | The Little Bullfighter        | 5 giugno 1957     |
| 21 | Upbeat                        | 19 giugno 1957    |
| 22 | Episodio 4x22                 | 3 luglio 1957     |
| 23 | Victim                        | 17 luglio 1957    |
| 24 | The Change in Chester         | 31 luglio 1957    |
| 25 | A Loud Laugh                  | 14 agosto 1957    |
| 26 | Up Above the World So High    | 28 agosto 1957    |

## We Must Kill Toni
- Prima televisiva: 12 settembre 1956

### Trama
- Interpreti: Lisa Daniels (Toni), Norman Lloyd (Francis Oberon), Edith Meiser (Miss Richards), Rex O'Malley (Harris), Fritz Weaver (Douglas Oberon)

## Bang the Drum Slowly
- Prima televisiva: 26 settembre 1956

### Trama
- Interpreti: Barbara Babcock, Rudy Bond (Dutch), Clu Gulager (Coker), Arch Johnson, Georgann Johnson (Holly), John McGovern (Mr. Moors), Paul Newman (Henry Wiggen), George Peppard (Piney Woods), Bert Remsen (Horse), Albert Salmi (Bruce Pierson)

## Sauce for the Goose
- Prima televisiva: 10 ottobre 1956

### Trama
- Interpreti: Leora Dana, Gypsy Rose Lee (Wendy Graves), Sid Raymond (barista), Gig Young (Dave Corman)

## Wetback Run
- Prima televisiva: 24 ottobre 1956

### Trama
- Interpreti: Jean Alexander (Molly), Joe De Santis (Ramirez), Ross Martin (Adolfo), David Opatoshu (Mr. Torres), Rip Torn

## Survival
- Prima televisiva: 7 novembre 1956

### Trama
- Interpreti: Tom Clancy (Thomas Able), Lorne Greene (Dallas), Arnold Moss, Albert Salmi (Holmes), Franchot Tone (Armstrong)

## Tom Sawyer
- Prima televisiva: 21 novembre 1956

### Trama
- Interpreti: Jimmy Boyd (Huckleberry Finn), Kevin Coughlin (Joe Harper), Timmy Everett (Ben Rogers), Bennye Gatteys (Becky Thatcher), Frank Luther (narratore), Matt Mattox (Injun Joe), John Sharpe (Tom Sawyer)

## Hunted
- Prima televisiva: 5 dicembre 1956

### Trama
- Interpreti: Frieda Altman (Landlady), Theodore Bikel (Grigor Dimitorski), Robert Ellenstein (Vasilienko), Norman Fell (detective), Mike Kellin (dottore), Nehemiah Persoff (Russian diplomat), Ann Sheridan (Annie Mason)

## The Old Lady Shows Her Medals
- Prima televisiva: 19 dicembre 1956

### Trama
- Interpreti: Gracie Fields (Sarah Dowey), Biff McGuire (Kenneth)

## The Human Pattern
- Prima televisiva: 2 gennaio 1957

### Trama
- Interpreti: Sidney Armus (Melvin), Michael Higgins (Joey Garfield), Lori March (Helen Baker), Frank McHugh (Pa Garfield), Kevin O'Morrison (Ben Garfield), Thelma Ritter (Ma Garfield)

## To Die Alone
- Prima televisiva: 16 gennaio 1957

### Trama
- Interpreti: Burl Ives (Matthew Randolph), Gregory LaFayette (Vance Randolph), Tom McDermott (Clem Carson), Frank Overton (Mr. Thornton), Jane Pickens (Pearl Randolph), Karl Swenson (Abner Carson)

## They Never Forget
- Prima televisiva: 30 gennaio 1957

### Trama
- Interpreti: Lloyd Bridges (sergente Walt Stebbins), Viveca Lindfors (Danielle), Reedy Talton (sergente Hillfinger)

## Inspired Alibi
- Prima televisiva: 13 febbraio 1957

### Trama
- Interpreti: Edward Andrews (Fred), John C. Becher (Joe Harris), Pat Hingle (Charlie), Mary Perry (Mrs. Galloway), Jon Richards (Travel Agent), Shelley Winters (Evvie)

## Shadow of Evil
- Prima televisiva: 27 febbraio 1957

### Trama
- Interpreti: Jack Cassidy, Russell Collins, Shirley Jones, Lee Marvin, Fred Stewart, Michael Strong

## The Bottle Imp
- Prima televisiva: 13 marzo 1957

### Trama
- Interpreti: Francis Compton (vecchio), Thayer David (Andre Girard), Robert Fortin (Rene), Farley Granger (Philip), Geoffrey Holder (Calypso Singer), Susan Oliver (Maria), Abe Simon (Pinaud), Wolfgang Zilzer (Uncle)

## Hidden Fury
- Prima televisiva: 27 marzo 1957

### Trama
- Interpreti: Frank Campanella (Benny Astor), Peggy Feury (Frieda Elson), James Gregory (Tommy Grant), Russell Hardie (Mr. Hudson), Donald Madden (Arnie Farrel)

## The Hill Wife
- Prima televisiva: 10 aprile 1957

### Trama
- Interpreti: James Broderick (John), Melvyn Douglas (Census Taker / narratore), Ellen Lowe (Helen), George Mitchell (Fred), Geraldine Page (Estelle), Albert Salmi (Joel Shay), Katherine Squire (madre di Estelle)

## A Matter of Pride
- Prima televisiva: 24 aprile 1957

### Trama
- Interpreti: Philip Abbott (narratore), Burt Brinckerhoff (Neal), George Eberling (Pawnbroker), Henderson Forsythe (Man at Humble & Rockford's), Bennye Gatteys (Anna Henderson), Virginia Kaye (Miss Harman), John McGovern (Mr. Asbaugh), Robert F. Simon (Jeff), Joseph Sweeney (nonno), Charles Taylor (Raymond Watkins)

## A Drum Is a Woman
- Prima televisiva: 8 maggio 1957

### Trama
- Interpreti: Duke Ellington (narratore)

## Shadow in the Sky
- Prima televisiva: 22 maggio 1957

### Trama
- Interpreti: Peter Cookson, Bonita Granville, Richard Kiley

## The Little Bullfighter
- Prima televisiva: 5 giugno 1957

### Trama
- Interpreti: Olga Bellin, Miko Oscard, Nehemiah Persoff, Rip Torn

## Upbeat
- Prima televisiva: 19 giugno 1957

### Trama
- Interpreti: Biff McGuire, Patti Page

## Episodio 4x22
- Prima televisiva: 3 luglio 1957

### Trama
- Interpreti:

## Victim
- Prima televisiva: 17 luglio 1957

### Trama
- Interpreti: Walter Matthau, Dean Stockwell

## The Change in Chester
- Prima televisiva: 31 luglio 1957

### Trama
- Interpreti: Martha Greenhouse (Olive), Barbara Hall (Lola), Alan Hewitt (Simon DeLisle), Marcel Hillaire (Masseur), John McGiver (George Merryman), Tom Poston (Chester), Milton Selzer (Henderickson), Mary Sinclair (Ruth Ann Wicker), Arthur Tell (dottore)

## A Loud Laugh
- Prima televisiva: 14 agosto 1957

### Trama
- Interpreti: Nancy Baker (Norma), Patricia Carlisle (Louise Trimble), Virgilia Chew (Mrs. Cruver), Richard Davalos (Cameron), Louis Jean Heydt (Mr. Wilson), June Lockhart, Katherine Meskill (Miss McPherson), Eugene Persson (Blayton Armstrong)

## Up Above the World So High
- Prima televisiva: 28 agosto 1957

### Trama
- Interpreti: Dennis Kohler, Carmen Mathews, Jack Warden